# Haplologia
Haplologia, haplolalia (gr. ἁπλόος haplóos lub ἁπλοῦς haploûs „pojedynczy, prosty, jednorazowy” + λόγος lógos „mowa, słowo” lub λαλιά laliá „gadanina”) – proces fonetyczny polegający na zastąpieniu dwóch takich samych lub podobnych sylab jedną. Przykładowo:
- sześciościan → sześcian[8],
- książęcia → księcia,
- morfofonologia → morfonologia[9],
- Siroradz → Siradz (obecnie Sieradz)[10],
- stary-jeje → stary-je, stare-jeji → stareji[11].